# Article 174 de la Constitution belge
L' article 174 de la Constitution belge fait partie du titre V Des finances. Il fonde le principe d'annualité du budget et des comptes. 
Il date du 7 février 1831 et était à l'origine — sous l'ancienne numérotation — l'article 115. Il a été révisé le 5 mai 1993. 

## Le texte
« Chaque année, la Chambre des représentants arrête la loi des comptes et vote le budget. Toutefois, la Chambre des représentants et le Sénat fixent annuellement, chacun en ce qui le concerne, leur dotation de fonctionnement. 
 Toutes les recettes et dépenses de l'État doivent être portées au budget et dans les comptes. »